# Кубок ATP
Кубок ATP — це міжнародний тенісний турнір серед чоловіків на відкритих кортах, який відбувся вперше в січні 2020 року. Турнір, на якому були представлені команди з 24 країн, проводився в трьох австралійських містах протягом десяти днів, напередодні відкритого чемпіонату Австралії.
Цей турнір — повернення командних змагань ATP в календар вперше після командного кубка світу ATP, який проходив у Дюссельдорфі з 1978 по 2012 рік. Перший турнір відбувся між 3 та 12 січня 2020 року та проходив у Сіднеї, Брисбені та Перті. Сідней проведе свої перші три фінали між 2020 та 2022 роками.

## Історія
2 липня 2018 року, директор ATP, Кріс Кермоуд заявив, що планує організувати командний тенісний турнір для чоловіків. Це відбулося за шість місяців після того, як Кубок Девіса змінив свій формат. Турнір, який на момент оголошення мав назву Командний кубок світу, був подібний до попереднього Командного кубка світу який відбувався в Дюссельдорфі з 1978 по 2012 рік. Через чотири місяці, 15 листопада, ATP з Теніс Австралія оголосили, що турнір було перейменовано на Кубок ATP з двадцятьма чотирма командами, з іграми у трьох містах під час підготовки до Відкритого чемпіонату Австралії. Пізніше анонсувалося, що ці міста будуть Сіднеєм, Брисбеном та Пертом, а Кубок Гопмана буде скасовано.

## Кваліфікація
Команди, які беруть участь у Кубку, визначаються за допомогою індивідуального рейтингу свого найкращого гравця. Через тиждень після Відкритого чемпіонату США було оголошено 18 команд, виходячи з рейтингу найкращих гравців в індивідуальному розряді. Для того, щоб країна кваліфікувалася, вона має мати щонайменше трьох гравців з рейтингом ATP та двох з них в індивідуальному рейтингу. Наступні шість команд були оголошені на тижні фіналу ATP. Якщо організатор турніру не отримує кваліфікацію до першого граничного терміну у вересні, йому буде надано wild card (спеціальне запрошення), залишивши лише п'ять місць на граничний термін у листопаді.

## Турнір
За форматом 24 команди, розділені на шість груп по чотири команди в кожній. Команди зустрічаються в поєдинках, складених з двох індивідуальних ігор та одної парної. Гра між № 2 кожної команди відкриває поєдинок, потім № 1 кожної команди, і останньою парна гра. Матч парного розряду буде зіграний незалежно від результату перших двох ігор. Переможець з кожної групи та дві кращі команди, що посіли другі місця зустрінуться у чвертьфіналі турніру та й далі на вибування, поки не буде виявлена команда переможець.

## Фінал
| Рік  | Чемпіон | Фіналіст | Рахунок |
| ---- | ------- | -------- | ------- |
| 2020 | Сербія  | Іспанія  | 2–1     |

## Результати за нацією
| Країна          | 2020 | 2020  |
| Країна          | Коло | В — П |
| --------------- | ---- | ----- |
| Аргентина       | ЧФ   | 2–2   |
| Австралія       | ПФ   | 4–1   |
| Австрія         | ГР   | 1–2   |
| Бельгія         | ЧФ   | 2–2   |
| Болгарія        | ГР   | 2–1   |
| Канада          | ЧФ   | 2–2   |
| Чилі            | ГР   | 0–3   |
| Хорватія        | ГР   | 2–1   |
| Франція         | ГР   | 1–2   |
| Грузія          | ГР   | 1–2   |
| Німеччина       | ГР   | 1–2   |
| Велика Британія | ЧФ   | 2–2   |
| Греція          | ГР   | 0–3   |
| Італія          | ГР   | 2–1   |
| Японія          | ГР   | 2–1   |
| Молдова         | ГР   | 0–3   |
| Норвегія        | ГР   | 1–2   |
| Польща          | ГР   | 1–2   |
| Росія           | ПФ   | 4–1   |
| Сербія          | Ч    | 6–0   |
| ПАР             | ГР   | 2–1   |
| Іспанія         | Ф    | 5–1   |
| США             | ГР   | 0–3   |
| Уругвай         | ГР   | 0–3   |

## Бали рейтингу ATP
| Розряд    | Рейтинг гравця | Коло          | Бали за перемогу проти опонента рейтингом | Бали за перемогу проти опонента рейтингом | Бали за перемогу проти опонента рейтингом | Бали за перемогу проти опонента рейтингом | Бали за перемогу проти опонента рейтингом | Бали за перемогу проти опонента рейтингом |
| Розряд    | Рейтинг гравця | Коло          | № 1–10                                    | № 11–20                                   | № 21–30                                   | № 31–50                                   | № 51–100                                  | № 101+                                    |
| --------- | -------------- | ------------- | ----------------------------------------- | ----------------------------------------- | ----------------------------------------- | ----------------------------------------- | ----------------------------------------- | ----------------------------------------- |
| Одиночний | № 1–300        | Фінал         | 250                                       | 200                                       | 150                                       | 105                                       | 75                                        | 50                                        |
| Одиночний | № 1–300        | Півфінал      | 180                                       | 140                                       | 105                                       | 75                                        | 50                                        | 35                                        |
| Одиночний | № 1–300        | Чвертьфінал   | 120                                       | 100                                       | 75                                        | 50                                        | 35                                        | 25                                        |
| Одиночний | № 1–300        | Груповий етап | 75                                        | 65                                        | 50                                        | 35                                        | 25                                        | 20                                        |
| Одиночний | № 301+         | Фінал         | 85                                        | 85                                        | 85                                        | 85                                        | 85                                        | 55                                        |
| Одиночний | № 301+         | Півфінал      | 55                                        | 55                                        | 55                                        | 55                                        | 55                                        | 35                                        |
| Одиночний | № 301+         | Чвертьфінал   | 35                                        | 35                                        | 35                                        | 35                                        | 35                                        | 25                                        |
| Одиночний | № 301+         | Груповий етап | 25                                        | 25                                        | 25                                        | 25                                        | 25                                        | 15                                        |
| Парний    | Будь-який      | Фінал         | 80                                        | 80                                        | 80                                        | 80                                        | 80                                        | 80                                        |
| Парний    | Будь-який      | Півфінал      | 75                                        | 75                                        | 75                                        | 75                                        | 75                                        | 75                                        |
| Парний    | Будь-який      | Чвертьфінал   | 55                                        | 55                                        | 55                                        | 55                                        | 55                                        | 55                                        |
| Парний    | Будь-який      | Груповий етап | 40                                        | 40                                        | 40                                        | 40                                        | 40                                        | 40                                        |

- Максимум 750 очок для непереможеного гравця індивідуального розряду, 250 очок для парного.[9]